# Jennyfer Marques Parinos
Jennyfer Marques Parinos (Santos, 22 de fevereiro de 1996) é uma mesatenista paralímpica brasileira medalhista de bronze nos Jogos Paralímpicos de Verão de 2016 e nos Jogos Paralímpicos de Verão de 2020.

## Biografia e carreira
Jennyfer nasceu em Santos, estado de São Paulo. Com 1 ano de idade, quando começou a andar, sentia muitas dores, indicava problemas no joelho, e tinha fraqueza muscular. Passou por 19 ortopedistas até ser diagnosticada com raquitismo hipofosfatêmico ligado ao cromossomo X (XLH), considerada uma doença rara. A doença afeta o fósforo mineral e vitamina D no organismo e tem como alguns sintomas a deficiência no crescimento, alargamento dos punhos, dores nos membros inferiores.

### Início no tênis de mesa
Começou a praticar tênis de mesa aos 13 anos de idade, e logo foi convidada por uma vizinha, a também mesatenista Carolina Maldonado, a treinar no clube Saldanha da Gama.
Inicialmente, disputava pela classe 10, e em 2011, foi eleita a melhor atleta do tênis de mesa nesta classe. No Campeonato Brasileiro de Tênis de Mesa de 2011, ganhou medalha de ouro, dividindo o pódio com Elem Alves da Silva (em segundo lugar) e Antonilza Ricken (em terceiro).
Depois de passar por uma reclassificação, saiu da classe 10, e passou a disputar pela classe 9. Se mudou para Piracicaba, para aprofundar seu treinamento.
Em novembro de 2013 participou do 44º Campeonato Brasileiro, realizado em Bento Gonçalves. Jennyfer disputou pela classe 9, representando o Santa Cecília/Saldanha da Gama. Disputou a final com Carollina Maldonado, da ADIPPNE São Paulo, e venceu por 3 sets a 1, obtendo a medalha de ouro.
A partir do ano de 2013, integrou a seleção brasileira de tênis de mesa paralímpico.

### Parapan de 2015
Nos Jogos Parapan-Americanos de 2015, em Toronto, obteve a medalha de prata, perdendo para a brasileira Danielle Rauen.

### Paralimpíadas de 2016
Foi escalada para compor a seleção brasileira de tênis de mesa nos Jogos Paralímpicos de Verão de 2016 no Rio de Janeiro, representando seu país na categoria Classes 6-10 por equipes. Competindo junto com Dani Rauen e Bruna Alexandre, derrotaram a equipe da Alemanha e perderam para a Polônia. Na disputa do terceiro lugar, derrotaram o time australiano, e as três brasileiras conquistaram a medalha de bronze.
Ainda nas paralimpíadas do Rio, Jennyfer também disputou na modalidade individual feminino, na classe 9. Dentro do grupo A, teve três derrotas, e foi eliminada.

### Abertos em 2017-2018
Em 2017, participou de campeonatos abertos na Europa, passando pela Itália, Espanha, Eslovênia e Eslováquia. Na Eslováquia, a competição foi em Bratislava, onde Jennyfer e Bruna foram campeãs mundiais por equipe.
Participou do Aberto da Eslovênia de 2018, na cidade de Celje, e conquistou uma medalha na modalidade individual.

### 2019
Em maio de 2019, conquistou, junto com Danielle Rauen, a medalha de ouro no aberto da Eslovênia, ocorrido na cidade de Laško. A dupla brasileira derrotou uma dupla formada pela russa Olga Komleva e pela japonesa Megumi Ishikawa. A competição é uma das formas de garantis a classificação para os jogos para-panamericanos.
Nos Jogos Parapan-Americanos de 2019, ganhou novamente a medalha de prata, novamente ficando atrás de Dani Rauen.

### 2020-2021
Durante a pandemia de COVID-19, o centro onde treinava fechou, então continuou treinando em casa, se preparando para as olimpíadas.
Durante as seletivas para os Jogos Paralímpicos de Verão de 2020, derrotou a campeã mundial, Iryna Shynkarova. Os jogos de Tóquio ocorreram em agosto e setembro de 2021, e Jennyfer disputou novamente nas modalidades individual feminino (classe 9) e em equipes (classes 9-10). Na modalidade individual, Jennyfer ficou no grupo B, perdeu os três jogos que disputou, e foi eliminada. Na modalidade em equipes, competiu ao lado de Danielle Rauen e Bruna Costa Alexandre. Juntas, venceram a Turquia e perderam para a Polônia, ficando em terceiro lugar, junto com a China. Assim, Jennyfer conquistou sua segunda medalha de bronze.

### 2023
Em maio de 2023, participou do Aberto Paralímpico de tênis de mesa na Eslovênia. Na modalidade individual da classe 10, conquistou a medalha de bronze, e dividiu o pódio com a também brasileira Bruna Alexandre, que ficou com o ouro.

## Homenagens e apoio instituicional
Jennyfer tem apoio do programa Bolsa Atleta, do programa Fupes Santos, e é membro do Time São Paulo Paralímpico.
Em 2015, recebeu homenagem da Assembleia Legislativa de São Paulo, pela participação nos Jogos Parapan-Americanos em Toronto.

## Vida pessoal
Jennyfer diz que sempre foi muito ativa, mas sofreu bullying e muitos olhares das outras pessoas, devido à sua deficiência.
 

Seu pai, que era um grande incentivador, faleceu quando Jennyfer tinha 16 anos de idade.